# Osho (shogi)

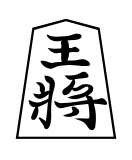
Le "Roi" au shogi

Ōshō (王将, ōshō) est l'un des huit principaux titres professionnels du shōgi japonais. Le tournoi est co-parrainé par les Sports Nippon et le Mainichi Shimbun, avec le soutien de l'Igo & Shogi Channel (ja). Le tournoi s'est tenu pour la première fois en 1950, en tant que tournoi non-titre. L'année suivante, en 1951, il a été élevé au statut de troisième titre majeur après le Meijin et le Judansen (devenu par la suite le Ryūō).

## Nom
Le mot désigne aussi la pièce nommée le « Roi » au shōgi.

## Format
Le tournoi est ouvert à tous les joueurs de shogi professionnels (正棋士 (seikishi)) et se déroule en quatre étapes.
Le premier et le deuxième tours préliminaires sont constitués de plusieurs tournois à élimination directe dans lequel les gagnants du premier tour avancent pour s'affronter les uns contre les autres au sein du deuxième tour.

### Premier Tour
一次予選 Ichijiyosen
Il est composé de six tournois à élimination directe d'environ 24 joueurs qualifiant 6 joueurs pour le second tour.
La cadence de jeu est de trois heures par joueur.

### Deuxième Tour
二次予選 niji yosen
Il est composé de trois tournois à élimination directe de six joueurs dont les six qualifiés de l'ichijiyosen (premier tour).
Il qualifie trois joueurs pour le tournoi des candidats.
La cadence de jeu est de trois heures par joueur.

### Tournoi des candidats
挑戦者決定リーグ戦 Chōsensha Kettei Rīgusen
Les trois lauréats de la deuxième phase du tournoi rejoignent au sein d'un tournoi des candidats appelés "quatre têtes de série pré-qualifiées" (挑戦者決定リーグ戦 Chōsensha Kettei Rīgusen). Le vainqueur de ce tournoi des candidats est qualifié pour affronter le champion Ōshō détenteur du titre. Si deux joueurs ou plus ont fini à égalité à la première place du tournoi des candidats, un match décisif est organisé entre les deux meilleurs joueurs  afin de déterminer le challenger.
La cadence est de quatre heures par joueur.

### Championnat Ōshō
王将戦七番勝負 ōshō-sen nana-ban shōbu
Le challenger affronte le tenant du titre Osho dans un match en sept parties.
La cadence est de huit heures par joueur pour les matchs du championnat.
Le championnat se tient de janvier à Mars.

## Records
- Record du nombre de titres : Yasuharu Oyama, 20
- Record du nombre de titres consécutifs : Yasuharu Oyama, 9 successivement (1963-1971)
- Record du plus jeune vainqueur : Sōta Fujii (20 ans)
- Record du plus vieux vainqueur : Yasuharu Oyama (59 ans)

## Ōshō honoraire
"Lifetime Ōshō" (永世王将, Eisei Ōshō) est le titre donné à un joueur qui a gagné le championnat à dix reprises. Un joueur actif peut se qualifier pour le titre mais il lui est officiellement attribué à la retraite ou à la mort. Yasuharu Oyama et Yoshiharu Habu sont les seuls joueurs qui se sont qualifiés pour ce titre : Oyama en 1973 et Habu en 2007.

## Palmarès
| Édition | Année | Vainqueur              | Score | Adversaire         |
| ------- | ----- | ---------------------- | ----- | ------------------ |
| 1       | 1951  | Kōzō Masuda            | 4-1   | Yoshio Kimura      |
| 2       | 1952  | Yasuharu Oyama (1-3)   | 4-3   | Yuzo Maruta        |
| 3       | 1953  | Yasuharu Oyama (1-3)   | 4-2   | Kozo Masuda        |
| 4       | 1954  | Yasuharu Oyama (1-3)   | 4-1   | Shigeyuki Matsuda  |
| 5       | 1955  | Kozo Masuda (2-3)      | 3-0   | Yasuharu Oyama     |
| 6       | 1956  | Kozo Masuda (2-3)      | 4-2   | Yasuharu Oyama     |
| 7       | 1957  | Yasuharu Oyama (4-8)   | 4-3   | Kozo Masuda        |
| 8       | 1958  | Yasuharu Oyama (4-8)   | 3-0   | Kazukiyo Takashima |
| 9       | 1959  | Yasuharu Oyama (4-8)   | 4-2   | Tatsuya Futakami   |
| 10      | 1960  | Yasuharu Oyama (4-8)   | 4-2   | Tatsuya Futakami   |
| 11      | 1961  | Yasuharu Oyama (4-8)   | 3-0   | Hifumi Katō        |
| 12      | 1962  | Tatsuya Futakami       | 4-2   | Yasuharu Oyama     |
| 13      | 1963  | Yasuharu Oyama (9-17)  | 3-0   | Tatsuya Futakami   |
| 14      | 1964  | Yasuharu Oyama (9-17)  | 4-1   | Hiroji Kato        |
| 15      | 1965  | Yasuharu Oyama (9-17)  | 4-3   | Michiyoshi Yamada  |
| 16      | 1966  | Yasuharu Oyama (9-17)  | 4-1   | Hifumi Katō        |
| 17      | 1967  | Yasuharu Oyama (9-17)  | 4-2   | Hifumi Katō        |
| 18      | 1968  | Yasuharu Oyama (9-17)  | 4-0   | Kunio Naitō        |
| 19      | 1969  | Yasuharu Oyama (9-17)  | 4-1   | Tatsuya Futakami   |
| 20      | 1970  | Yasuharu Oyama (9-17)  | 4-3   | Makoto Nakahara    |
| 21      | 1971  | Yasuharu Oyama (9-17)  | 4-3   | Michio Ariyoshi    |
| 22      | 1972  | Makoto Nakahara (1-6)  | 4-0   | Yasuharu Oyama     |
| 23      | 1973  | Makoto Nakahara (1-6)  | 4-2   | Yasuharu Oyama     |
| 24      | 1974  | Makoto Nakahara (1-6)  | 4-3   | Yasuharu Oyama     |
| 25      | 1975  | Makoto Nakahara (1-6)  | 4-1   | Michio Ariyoshi    |
| 26      | 1976  | Makoto Nakahara (1-6)  | 4-2   | Yasuharu Oyama     |
| 27      | 1977  | Makoto Nakahara (1-6)  | 4-2   | Michio Ariyoshi    |
| 28      | 1978  | Hifumi Katō            | 4-1   | Makoto Nakahara    |
| 29      | 1979  | Yasuharu Oyama (18-20) | 4-2   | Hifumi Katō        |
| 30      | 1980  | Yasuharu Oyama (18-20) | 4-1   | Kunio Yonenaga     |
| 31      | 1981  | Yasuharu Oyama (18-20) | 4-3   | Makoto Nakahara    |
| 32      | 1982  | Kunio Yonenaga         | 4-1   | Yasuharu Oyama     |
| 33      | 1983  | Kunio Yonenaga         | 4-1   | Keiji Mori         |
| 34      | 1984  | Makoto Nakahara (7)    | 4-1   | Kunio Yonenaga     |
| 35      | 1985  | Osamu Nakamura         | 4-2   | Makoto Nakahara    |
| 36      | 1986  | Osamu Nakamura         | 4-2   | Makoto Nakahara    |
| 37      | 1987  | Yoshikazu Minami       | 4-3   | Osamu Nakamura     |
| 38      | 1988  | Yoshikazu Minami       | 4-0   | Akira Shima        |
| 39      | 1989  | Kunio Yonenaga (3)     | 4-3   | Yoshikazu Minami   |
| 40      | 1990  | Yoshikazu Minami (3)   | 4-2   | Kunio Yonenaga     |

| Édition | Année | Vainqueur             | Score | Adversaire         |
| ------- | ----- | --------------------- | ----- | ------------------ |
| 41      | 1991  | Koji Tanigawa (1-4)   | 4-1   | Yoshikazu Minami   |
| 42      | 1992  | Koji Tanigawa (1-4)   | 4-0   | Satoshi Murayama   |
| 43      | 1993  | Koji Tanigawa (1-4)   | 4-2   | Makoto Nakahara    |
| 44      | 1994  | Koji Tanigawa (1-4)   | 4-3   | Yoshiharu Habu     |
| 45      | 1995  | Yoshiharu Habu (1-6)  | 4-0   | Koji Tanigawa      |
| 46      | 1996  | Yoshiharu Habu (1-6)  | 4-0   | Koji Tanigawa      |
| 47      | 1997  | Yoshiharu Habu (1-6)  | 4-1   | Yasumitsu Sato     |
| 48      | 1998  | Yoshiharu Habu (1-6)  | 4-1   | Taku Morishita     |
| 49      | 1999  | Yoshiharu Habu (1-6)  | 4-0   | Yasumitsu Sato     |
| 50      | 2000  | Yoshiharu Habu (1-6)  | 4-1   | Koji Tanigawa      |
| 51      | 2001  | Yasumitsu Sato        | 4-2   | Yoshiharu Habu     |
| 52      | 2002  | Yoshiharu Habu (7)    | 4-0   | Yasumitsu Sato     |
| 53      | 2003  | Toshiyuki Moriuchi    | 4-2   | Yoshiharu Habu     |
| 54      | 2004  | Yoshiharu Habu (7-11) | 4-0   | Toshiyuki Moriuchi |
| 55      | 2005  | Yoshiharu Habu (7-11) | 4-3   | Yasumitsu Sato     |
| 56      | 2006  | Yoshiharu Habu (7-11) | 4-3   | Yasumitsu Sato     |
| 57      | 2007  | Yoshiharu Habu (7-11) | 4-1   | Toshiaki Kubo      |
| 58      | 2008  | Yoshiharu Habu (7-11) | 4-3   | Koichi Fukaura     |
| 59      | 2009  | Toshiaki Kubo         | 4-2   | Yoshiharu Habu     |
| 60      | 2010  | Toshiaki Kubo         | 4-2   | Masayuki Toyoshima |
| 61      | 2011  | Yasumitsu Sato (2)    | 4-1   | Toshiaki Kubo      |
| 62      | 2012  | Akira Watanabe        | 4-1   | Yasumitsu Sato     |
| 63      | 2013  | Akira Watanabe        | 4-3   | Yoshiharu Habu     |
| 64      | 2014  | Masataka Gōda         | 4-3   | Akira Watanabe     |
| 65      | 2015  | Masataka Gōda         | 4-2   | Yoshiharu Habu     |
| 66      | 2016  | Toshiaki Kubo (3-4)   | 4-2   | Masataka Gōda      |
| 67      | 2017  | Toshiaki Kubo (3-4)   | 4-2   | Masayuki Toyoshima |
| 68      | 2018  | Akira Watanabe (3-5)  | 4-0   | Toshiaki Kubo      |
| 69      | 2019  | Akira Watanabe (3-5)  | 4-3   | Akihito Hirose     |
| 70      | 2020  | Akira Watanabe (3-5)  | 4-2   | Takuya Nagase      |
| 71      | 2021  | Sōta Fujii (1-4)      | 4-0   | Akira Watanabe     |
| 72      | 2022  | Sōta Fujii (1-4)      | 4-2   | Yoshiharu Habu     |
| 73      | 2023  | Sōta Fujii (1-4)      | 4-0   | Tatsuya Sugai      |
| 74      | 2024  | Sōta Fujii (1-4)      | 4-1   | Takuya Nagase      |